# Jakob Bruderer
Jakob Bruderer (Speicher, 2 juli 1890 - Teufen, 6 februari 1966) was een Zwitsers ondernemer en politicus.
Bruderer volgde een opleiding in de bouwtechniek. Hij bezocht de Baufachschule in Stuttgart en volgde vervolgopleidingen in Sankt Gallen en Italië. In 1922 stichtte hij een aannemersbedrijf in Teufen.
Bruderer was ook politiek actief. Hij was lid van de Vooruitstrevende Burgerpartij (sinds 1946: Vrijzinnig Democratische Partij van Appenzell Ausserrhoden, FDP A.Rh.). Hij was 1920 tot 1939 wethouder in Teufen. Van 1929 tot 1943 was hij lid van de Kantonsraad (kantonsparlement) van het kanton Appenzell Ausserrhoden.
Bruderer was van 1943 tot 1956 lid van de Regeringsraad van het kanton Appenzell Ausserrhoden. Hij beheerde het departement van Financiën. Van 1948 tot 1951 en van 1954 tot 1956 was hij Regierend Landammann (dat wil zeggen regeringsleider) van het kanton Appenzell Ausserrhoden.
Van 1951 tot 1954 was hij tevens lid van de Nationale Raad (tweede kamer Bondsvergadering).
Hij was voorzitters van de Bouwmeestersvereniging van het kanton Appenzell Ausserrhoden en lid (1944-1966) van het centraal bestuur van de Zwitserse Bouwmeestersvereniging. Van 1953 tot 1960 was hij voorzitter van deze vereniging.
Jakob Speicher overleed op 75-jarige leeftijd.